# Burgenmuseum (Nideggen)
Das Burgenmuseum befindet sich in der Burg Nideggen im Kreis Düren, Nordrhein-Westfalen.

## Geschichte
1898 wurde dem Kreis Düren die Burg geschenkt. Um 1922 wurde im Bergfried das „Heimatmuseum des Kreises Düren und der Stadt Nideggen“ eingerichtet. Im Zweiten Weltkrieg diente der Turm der Artillerie als Beobachtungsstand. Der Wohnturm erhielt am 6. Dezember 1944 beim Bombenangriff einen Volltreffer und rutschte zu 2/3 ab. Nach einer aufwändigen Renovierung und seinem Wiederaufbau wurde das Burgenmuseum am 27. September 1979 eingeweiht. 2009 ging die Trägerschaft vom Landschaftsverband Rheinland auf den Kreis Düren über.

## Museum

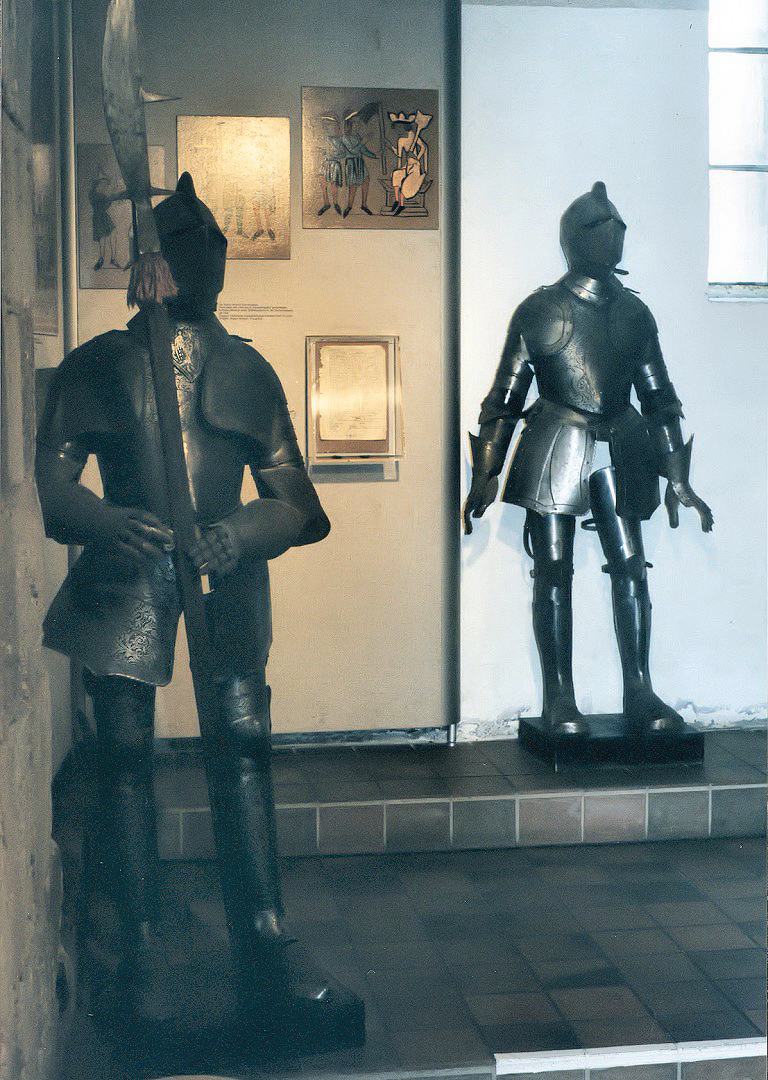
Rüstungen im Museum

Das Museum ist in insgesamt acht Räumen innerhalb des Turmes auf mehreren Etagen untergebracht. Hier sind Burgmodelle der Burgen in der Eifel zwischen Mosel, Rhein und Staatsgrenze zu finden. Rüstungen, Hellebarden, Schwerter gehören auch zu den Ausstellungsstücken. Folter- und Verhörmethoden, Gerichtsbarkeit und Kerkerhaft werden erklärt. In einem besonderen Raum wird das Wirtschaftssystem im Mittelalter, wie z. B. Lehen, Zehnt oder Zehntstein erläutert. Im Keller ist das Verlies zu sehen, in dem die Kölner Erzbischöfe Konrad von Hochstaden und Engelbert II. von Falkenburg gefangen gehalten wurden.
Im fünften Stock kann man die Fernsicht bis in den Kölner Raum genießen.
Luzia Schlösser ist seit Dezember 2018 in Personalunion auch Leiterin des Deutschen Glasmalerei-Museums in Linnich.